# Bartłomiej Smolarczyk
Bartłomiej Smolarczyk (Warschau, 2 juli 2003) is een Pools voetballer die doorgaans als verdediger speelt. Hij verruilde in 2024 FC Dordrecht voor Korona Kielce. 

## Carrière
Smolarczyk begon te voetballen in de jeugd bij FCB Escola Varsovia. In 2021 maakte hij de overstap naar Ząbkovia Ząbki. In 2022 tekende hij zijn eerste profcontract bij FC Dordrecht.
Op 19 augustus 2022 in de thuiswedstrijd tegen Jong FC Utrecht maakte Smolarczyk zijn debuut voor FC Dordrecht. Hij kwam in de 80e minuut als invaller voor Boubakar Camara. De wedstrijd werd met 2-1 gewonnen.
Medio 2024 verkaste hij terug naar Polen, bij Korona Kielce.

## Statistieken
| Seizoen                      | Club           | Land           | Competitie     | Competitie | Competitie | Beker | Beker | Totaal | Totaal |
| Seizoen                      | Club           | Land           | Competitie     | Wed.       | Dlp.       | Wed.  | Dlp.  | Wed.   | Dlp.   |
| ---------------------------- | -------------- | -------------- | -------------- | ---------- | ---------- | ----- | ----- | ------ | ------ |
| 2022/23                      | FC Dordrecht   | Nederland      | Eerste Divisie | 13         | 0          | 0     | 0     | 13     | 0      |
| 2023/24                      | FC Dordrecht   | Nederland      | Eerste Divisie | 20         | 0          | 2     | 0     | 22     | 0      |
| 2024/25                      | Korona Kielce  | Polen          | Ekstraklasa    | 8          | 0          | 4     | 0     | 12     | 0      |
| Carrièretotaal               | Carrièretotaal | Carrièretotaal | Carrièretotaal | 41         | 0          | 6     | 0     | 47     | 0      |
| Bijgewerkt t/m 24 maart 2025 |                |                |                |            |            |       |       |        |        |